# Эг-Морт

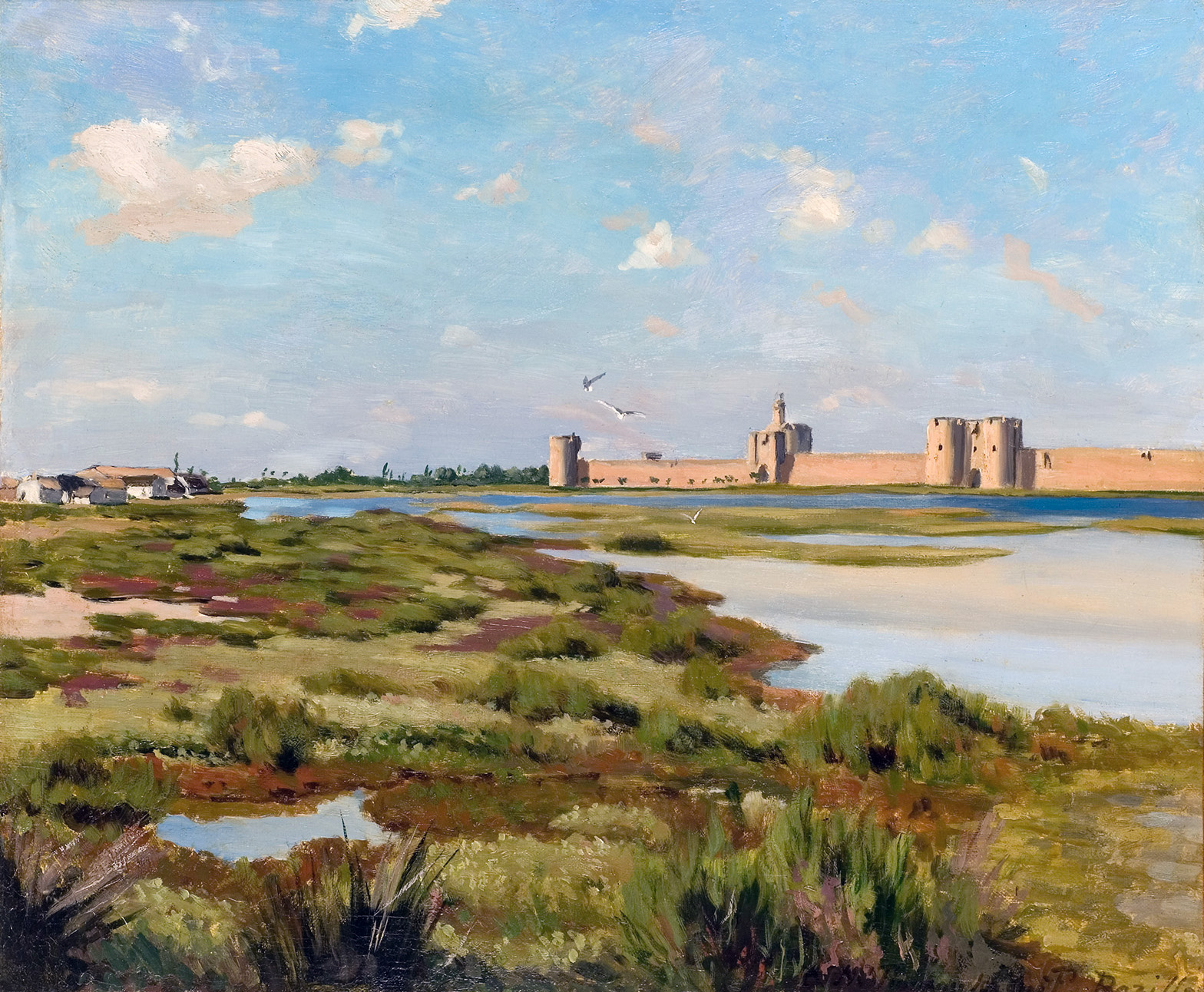
Эг-Морт. картина работы Фредерика Базиля

Эг-Морт (фр. Aigues-Mortes) — город во французском департаменте Гар.
Название означает «мертвая вода», что связано с добычей здесь соли.

## Географическое положение

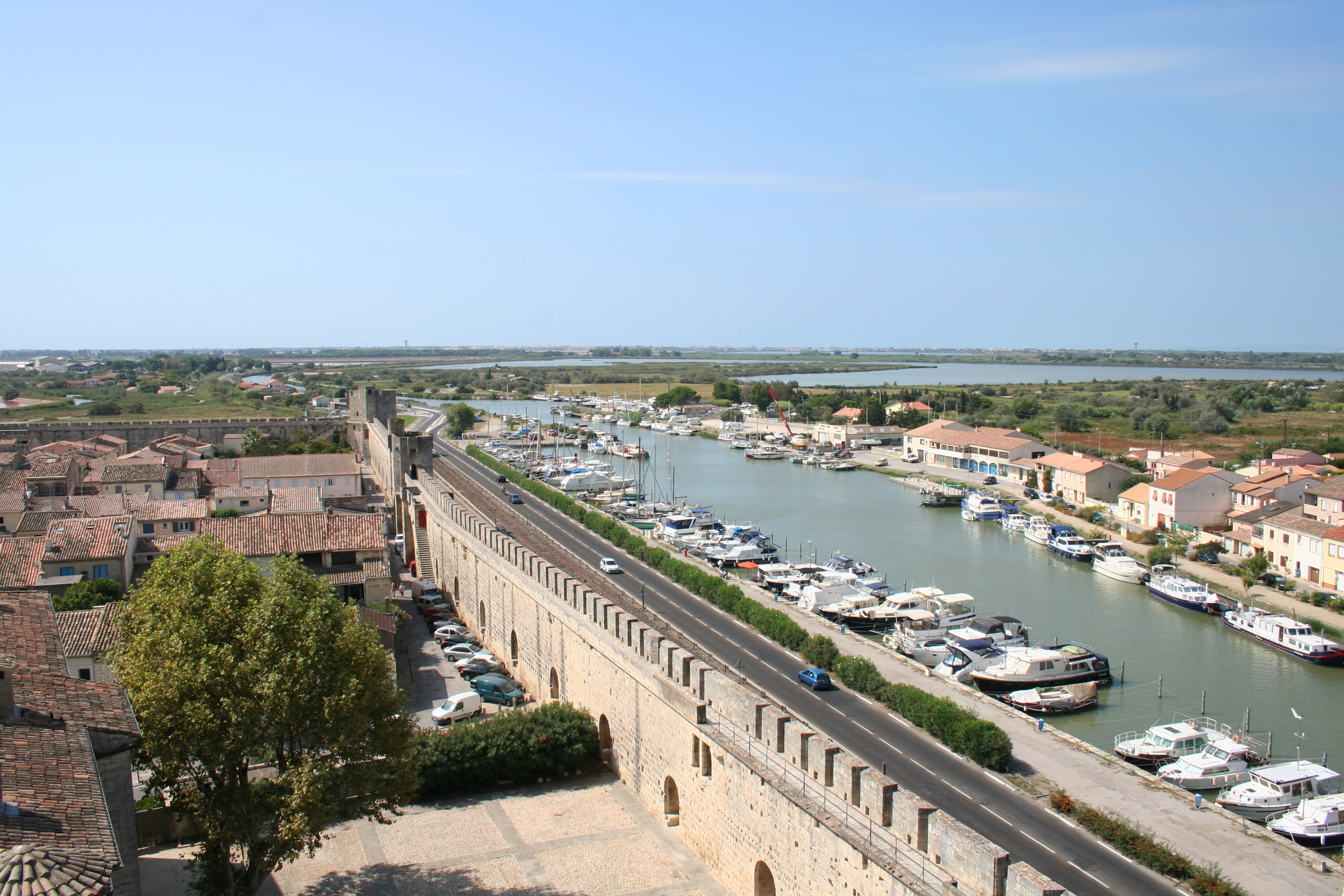
Вид на городскую стену

В Средневековье портовый город, сегодня Эг-Морт лежит в 6 км от Средиземного моря на берегах канала Рон-а-Сет (фр.), соединяющего Рону и город Сет.

## История
Римский полководец Гай Марий упоминал о поселении в этом месте еще в 102 году до н. э. Название Эг-Морт происходит от окситанского Aigas Mòrtas — «мёртвые воды». В источниках оно впервые встречается в латинизированной форме Aquae Mortuae в 1248 году в связи с началом Седьмого крестового похода. До XVI века город являлся одним из самых значимых пунктов средиземноморского побережья Франции. В 1538 году здесь проходили переговоры королей Карла V и Франциска I, закончившиеся мирным договором в Ницце.
В 1240 году Людовик IX купил эти болотистые территории и начал строить собственный порт. До XIII века у французских королей не было ни одного портового города в южной Франции. Он заложил первую сторожевую башню с маяком — башню Констанс (фр.), — а его потомки затем — четырехугольную крепостную стену со сторожевым проходом сверху, с 20 зубчатыми башнями и 10 воротами. Городская стена длиной 1650 м строилась в два приёма: первая часть при Филиппе III Смелом и вторая — при Филиппе IV Красивом и была завершена к 1300 году, превратив город в неприступную крепость. Для привлечения рабочей силы город был освобожден от уплаты налогов, и к XVI веку население составляло около 15 000 жителей. Отсюда же Людовик отправился в Седьмой и Восьмой крестовый поход.
До XVI века здесь процветала торговля, но затем море начало мелеть. Город потерял былое значение, уступив его Марселю. С того времени население занялось виноградарством и добычей соли. Соль была очень важным продуктом в средние века, она употреблялась не как приправа, а как средство для консервирования продуктов. Монополия её добычи принадлежала Венеции. Соль добывается здесь и сегодня.
С 1575 по 1622 годы Эг-Морт был одним из восьми городов — оплотов протестантизма.
Во времена гугенотских войн башня служила женской тюрьмой. Здесь же была заключена Мари Дюран (фр.), известная тем, что отсидела 38 лет за нежелание сменить веру.

## Транспорт
Город имеет хорошее автомобильное и железнодорожное сообщение.

## Экономика и промышленность
Большую часть экономики города составляют доходы от туризма. Важными отраслями являются также виноградарство и виноделие, спаржа и добыча морской соли. В окрестностях города разводят также камаргских быков и лошадей.

## Достопримечательности
Главной достопримечательностью города является полностью сохранившаяся городская стена, старый город и сторожевая башня Констанс. С башни открывается вид на соляные горы национального парка Камарг.
Стоит посмотреть также капеллу серых братьев и капеллу белых братьев и церковь Нотр-Дам-де-Саблон и памятник Людовику Святому на центральной площади города.
В двух километрах к северо-востоку от города находится Угольная башня, служившая в средние века последним форпостом города. В то время город лежал посреди болотистой местности, и единственная дорога в город проходила через эту башню.
Виды города и его окрестностей есть на кадрах 3-го фильма "Преступление (убийство) в Эг-Морте" (2015) из криминального цикла "Преступление в..." (2014-2022)